# غراهام هايد
غراهام هايد (بالإنجليزية: Graham Hyde)‏ (10 نوفمبر 1970 في المملكة المتحدة - ) هو مدرب كرة قدم ولاعب كرة قدم بريطاني في مركز الوسط. لعب مع برمنغهام سيتي وشيفيلد وينزداي ونادي بريستول روفيرز ونادي بيتربورو يونايتد ونادي تشيسترفيلد ونادي هيرفورد ونادي هدنسفورد تاون وHalesowen Town F.C. ‏ ونادي ووستر سيتي وFleet Town F.C. ‏.

## وصلات خارجية
- غراهام هايد على موقع قاعدة بيانات كرة القدم.إي يو (الإنجليزية)
- غراهام هايد على موقع Soccerbase.com (لاعب) (الإنجليزية)
- غراهام هايد على موقع عالم كرة القدم.نت (الإنجليزية)